# Batalha de Lugduno
A Batalha de Lugduno, (também chamada de Batalha de Lyon), foi travada em 19 de fevereiro de 197 em Lugduno (atual Lyon, França), entre os exércitos do imperador romano Septímio Severo e do usurpador romano Clódio Albino. A vitória de Severo, finalmente, estabeleceu-o como o único imperador do Império Romano.
Esta batalha é considerada a maior, mais renhida e sangrenta de todos os confrontos entre as forças romanas. O historiador Dião Cássio coloca o número de envolvidos em 300 000. Este número foi contestado, pois esta é aproximadamente três quartos do número total de soldados presentes em todo o Império Romano na época. No entanto, é amplamente aceito que o número total de soldados e pessoal de apoio envolvidos ultrapassado 100 000, e poderia muito bem ter sido próximo de 150 000.

## Antecedentes
Após o assassinato do imperador Pertinax em 193, começou uma luta para a sucessão ao trono, o chamado ano dos cinco imperadores. O auto-proclamado imperador Dídio Juliano teve que enfrentar o comandante da Panónia e suas legiões, Septímio Severo. Antes de se mudar para Roma, Severo fez uma aliança com o poderoso comandante da Britânia, Clódio Albino, reconhecendo-o como césar. Depois de eliminar Dídio Juliano em 193 e, em seguida, derrotar o governador da Síria, Pescênio Níger em 194, uma campanha de sucesso no Oriente em 195 foi lançada. Severo, em seguida, tentou legitimar seu poder, conectando-se com Marco Aurélio, e aumentando o seu próprio filho ao posto de césar. Este último ato de Albino quebrou uma "aliança" com Severo, que foi declarado inimigo público pelo Senado.
Em 196, depois de ser saudado como imperador por suas tropas, Clódio Albino levou 40 000 homens em três legiões de Britânia para Gália. Depois de reunir as forças adicionais, ele montou sede em Lyon. A ele se juntaram Lúcio Nóvio Rufo, o governador da Hispânia Tarraconense, e a Legio VII Gemina, sob seu comando. Mas Severo tinha as legiões do Danúbio e também a poderosa força alemã ao seu lado. Para tentar minimizar essa vantagem e, eventualmente, ganhar o seu apoio, Albino atacou pela primeira vez contra as forças alemãs sob Vírio Lupo. Derrotou-os, mas não de maneira decisiva o suficiente para desafiar a sua fidelidade a Severo. Albino considerou então invadir a Itália, mas Severo tinha se preparado para isso, ao reforçar as guarnições dos vales alpinos. Não querendo correr o risco de perdas ou o atraso que forçar os passes causaria, Albino foi dissuadido.
No inverno de 196-197, Severo reuniu as suas forças ao longo do Danúbio e marcharam para a Gália, onde, para sua surpresa, ele encontrou forças de Albino similares às dele. Os dois exércitos enfrentaram-se na primeira Tinúrcio (Tournus), onde Severo teve o melhor dia, mas não conseguiu obter a vitória decisiva de que precisava.

## A Batalha
O exército Albino "caiu" para Lugduno, Severo seguiu-o, e em 19 de fevereiro de 197 a batalha decisiva finalmente começou. Os detalhes exatos são tão vagos como os números exatos envolvidos. No entanto, sabe-se que ambos os lados eram aproximadamente equilibrados e por isso a batalha foi sangrenta e prolongada, durando mais de dois dias (era raro para as batalhas nessa época durarem mais do que algumas horas). A maré mudou muitas vezes durante o curso da batalha, com o resultado na balança. Parece que Severo teve a vantagem na cavalaria, que balançou a batalha em seu favor, pela última vez. Exausto e sangrando, o exército Albino foi derrotado.

## Consequências
O destino exato de Clódio Albino não é claro. Ele teria fugido para Lyon onde, depois de encontrar todas as rotas de fuga cortadas, foi morto. Severo recebeu o corpo Albino despido e decapitado. Ele passou sobre o cadáver decapitado com seu cavalo na frente de suas tropas vitoriosas. O chefe o mandou de volta a Roma como uma advertência, juntamente com os chefes de família de Albino.
Em Lyon, Septímio reformou o santuário do culto imperial para comemorar o seu domínio e humilhar partidários provinciais de Albino. Segundo Duncan Fishwick, os ritos imperiais se assemelhavam aos de um mestre por seus escravos. Também como resultado dessa batalha, as forças romanas na Britânia foram enfraquecidas, o que levaria a incursões, revoltas e uma retirada dos exércitos romanos da Muralha de Antonino para sul, até a Muralha de Adriano. Foi enquanto sufocava uma dessas revoltas que Severo foi morto perto da atual Iorque em 4 de fevereiro de 211, apenas algumas semanas após o 14º aniversário de sua vitória em Lugduno.